# オルシェグン・オバサンジョ
オルシェグン・マシュー・オキキオラ・アレム・オバサンジョ（退役）将軍（Olusegun Matthew Okikiola Aremu Obasanjo、ヨルバ語：Oluṣẹgun Matthew Okikiọla Arẹmu Ọbasanjọ, 1937年3月5日 - ）は、ナイジェリアの軍人、政治家。同国第3代最高司令部参謀総長、第5・12代国家元首。GCFR（連邦共和国大司令官勲章）。オグン州アベオクタ生まれ。ヨルバ族出身のキリスト教徒である。
オバサンジョは2001年の公式訪問、2003年に開催された第3回アフリカ開発会議 (TICAD III) への出席及び2004年11月のAATIC出席等も含めると10回以上の来日歴を有する親日家である。
オバサンジョはイボグン・オラオグンの村でヨルバ族オウーの農家に生まれ、オグン州アベオクタで教育を受けた。ナイジェリア陸軍に入隊し、工学を専門とした後、コンゴ、イギリス、インドで任務に就き、少佐まで昇進した。1960年代後半、彼はナイジェリア内戦中にビアフラ分離主義者との戦いで上級の役割を果たし、1970年にビアフラ分離主義者らの降伏を受け入れた。1975年、軍事クーデターによりオバサンジョを与党三頭政治の一環として軍事政権を樹立した。三頭政治の指導者ムルタラ・ムハンマドのその後が翌年暗殺されたため、最高軍事評議会はオバサンジョを国家元首に任命した。ムルタラの政策を引き継ぎ、オバサンジョ氏は予算削減と無料の学校教育へのアクセス拡大を監督した。ナイジェリアと米国との連携を強める同氏は、アフリカ南部の白人少数派支配に反対する団体への支援も強調した。民主主義の回復に尽力したオバサンジョは1979年の選挙を監督し、その後、新たに選出された文民大統領シェフ・シャガリにナイジェリアの統治を移譲した。その後、彼はオグンのオタで引退し、そこで農民となり、4冊の本を出版し、さまざまなアフリカの紛争を終わらせるための国際的な取り組みに参加した。
1993年、サニ・アバチャは軍事クーデターで権力を掌握した。アバチャ政権を公然と批判していたオバサンジョは、無実を訴えたにもかかわらず1995年に計画されたクーデターに参加したとして逮捕され、有罪判決を受けた。投獄されている間、彼は新生クリスチャンとなり、摂理主義がその後の世界観に強い影響を与えた。1998年のアバチャの死後、彼は釈放された。選挙政治の世界に参入したオバサンジョは、 1999年の大統領選挙において国民民主党からの候補者となり勝利。大統領として、彼は軍隊を非政治化し、広範な民族的、宗教的、分離主義者の暴力と戦うために警察を拡大し、軍隊を動員、シエラレオネからナイジェリア軍を撤退させた。そして、スパイラルに膨れ上がる国の債務を制限するために、さまざまな公共企業を民営化した。
2003年の選挙で再選し汎アフリカ主義の考えの影響を受け、彼はアフリカ連合の結成を熱心に支持し、2004年から2006年までアフリカ連合の議長を務めた。大統領の任期制限を廃止するために憲法を改正しようとするオバサンジョの試みは失敗に終わり、批判をもたらした。退職後、ナイジェリア国立公開大学で神学の博士号を取得した。
オバサンジョは、植民地後のアフリカにおける政治的指導者の偉大な人物の1人と言われている。1970年代にナイジェリアの代議制民主主義への移行を監督したことと、大陸全体での協力を促進する汎アフリカ的な取り組みの両方で賞賛を受けた。一方で批評家たちは、彼が汚職で有罪であり、政権が人権侵害を監督し、大統領として個人の権力を強化し維持することに関心を持ちすぎたと主張している。

## 経歴
オバサンジョはオグン州で、父親（Amos Adigun Obaluayesanjo "Obasanjo" Bankole）と母親（Bernice Ashabi Bankole）のもとに生まれた。ヨルバ民族支流のオウ王国の出身である。オルシェグンはヨルバ語で「神は勝利する」を意味する。小学校に入学するまでは父親の農家で働いていた。
1958年に陸軍入隊。その後、英国士官学校、英国王立工兵学校、インドなどに留学した。1960年工兵部隊長として、コンゴ国連軍に参加する。1969年、第3海兵司令としてビアフラ戦争でビアフラ軍の降伏受理にあたった。1970年、工兵軍団長。1975年、ゴウォン軍事政権下で、建設住宅大臣を勤める。
ムルタラ・ムハンマドによるクーデタには直接参加しなかったが、最高司令部参謀総長に指名され、軍政を支えた。1976年2月ブカール・スカ・ディムカ大佐らによるクーデタでムハンマドが暗殺されオバサンジョも殺害対象とされたがテオフィルス・ダンジュマ将軍らとこれを収拾し、最高軍事評議会議長・国家元首・国軍最高司令官を兼ねて最高指導者となる。
米国を模してナイジェリア第二共和政 (Nigerian Second Republic) を準備。1979年に民政移管の公約を実行し、自身は退役し農場を経営した。
1981年、ユネスコ「Commission for Peace in the Minds of Men」委員。 
1985年、南アに関する英連邦有識者会議副議長 として活躍していたが、ババンギダ軍事政権の後に成立したアバチャ軍事政権に対するクーデター未遂容疑で1995年逮捕される。獄中で無実を訴え続け、1998年、アブバカール軍事政権により釈放。国民民主党（PDP）入党。 
1999年2月27日、ナイジェリアの国民民主党大統領候補として大統領選挙に勝利し、5月29日、大統領に就任した（第4共和制発足）。
2005年4月14日、北京大学より、名誉博士号を授与される。2006年9月14日、約2年ぶりの来日。
2021年8月、アフリカ連合はオルシェグンオバサンジョをアフリカの角の平和の上級代表に任命。
2022年10月にはアフリカ連合の特使としてティグレ紛争の停戦に向けた仲介役を担った。

## 脚註
1. ↑  Statement by Obasanjo to the United Nations
2. ↑  Hamilton, Janice. Nigeria in Pictures. P.71
3. ↑  Adeolu, Adebayo (2017). Olusegun Obasanjo: Nigeria's Most Successful Ruler. Ibadan: Safari Books. p. 1.
4. 1 2  Iliffe, John『Obasanjo, Nigeria and the World.』Boydell & Brewer、Woodbridge、2011年、7-8頁。ISBN 978-1-84615-938-1。OCLC 796383923。
5. ↑  Meaning of Olusegun in Nigerian.name
6. ↑  “エチオピア内戦、双方が停戦で合意 「新たな夜明けの始まり」”.   AFP (2022年11月2日). 2022年11月2日閲覧。